# Tereza Szewieczková
Tereza Szewieczková (Havířov, 4 maggio 1998) è una calciatrice ceca, attaccante dello Slavia Praga e della nazionale ceca.

## Carriera

### Club
Dopo aver iniziato la carriera giocando nelle formazioni giovanili femminili di Vítkovice e Sparta Praga, dalla stagione 2013-2014 Tereza Szewieczková, appena quindicenne, viene inserita in rosa con la squadra titolare di quest'ultima facendo il suo debutto in I. liga žen, massimo livello del campionato ceco. Il suo talento, oltre che in campionato anche con la maglia della nazionale giovanile U-17, la mette in luce tanto da aggiudicarsi il premio talento dell'anno nell'edizione 2014 della calciatrice dell'anno. Alla sua seconda stagione con la squadra della capitale della Repubblica Ceca condivide con le compagne la conquista della Coppa della Repubblica Ceca.
Nell'estate 2015 si trasferisce alle rivali cittadine dello Slavia Praga, con le quali conquista il suo primo titolo di campione della Repubblica Ceca al termine della stazione 2016-2017.

### Nazionale
Szewieczková inizia ad essere convocata dalla Federazione calcistica della Repubblica Ceca (Fotbalová asociace České republiky - FAČR) fin dal 2013, inizialmente per vestire la maglia della formazione Under-17, con la quale affronta le qualificazioni agli Europei di categoria dal 2013 al 2015, rimanendo in rosa pur senza presenze anche per quelle di Bielorussia 2016, prima fase finale conquistata dalla giovanile ceca.
Già dal 2014 viene chiamata nella formazione Under-19 che affronta le qualificazioni all'edizione dell'Europeo di Norvegia 2014, ritornando in rosa due anni più tardi per quelle di Slovacchia 2016, fallendo in entrambi i casi l'accesso alle fasi finali.
Dal 2017 entra a far parte della nazionale maggiore, giocandosi la chance della qualificazione ai Francia 2019 nel gruppo 5 della zona UEFA, raggiungendo la terza posizione dietro la qualificata Germania e l'Islanda e andando a segno per la prima volta con quest'ultima il 4 settembre 2018, siglando la rete del parziale 1-0 sulle padrone di casa, incontro poi terminato 1-1.

## Palmarès

### Club
- Campionato ceco: 1

Slavia Praga: 2016-2017
- Coppa della Repubblica Ceca femminile: 1

Sparta Praga: 2014-2015